# Carpatcement Holding
Carpatcement Holding este divizia de ciment din România a grupului german HeidelbergCement. Compania a fost formată prin fuziunea celor 3 fabrici de ciment din Bicaz, Deva și Fieni.
În anul 2006, Consiliul Concurenței a amendat cu 28,5 milioane Euro trei producători din industria cimentului, CarpatCement, Holcim și Lafarge, pentru formarea unui cartel. CarpatCement a plătit, dupa ce a contestat decizia în justiție, în timp ce ceilalți doi au achitat amenda. Apoi a câștigat procesul, dovedind în instanță că este nevinovată, după care suma plătită drept amendă a fost returnată.
Număr de angajați
- 1998: 5.000[2]
- 2007: 1.100[3]

Cifra de afaceri:
- 2001: 47 milioane euro[4]
- 2008: 298 milioane euro[5]
- 2007: 393 milioane euro[3]